# Holmåkra, Hallagärde och Surteby
Holmåkra, Hallagärde och Surteby var före 2015 en av SCB avgränsad och namnsatt småort i Marks kommun. Den omfattar bebyggelse i de tre grannorterna i Surteby socken. Från 2015 räknas området som en del av tätorten Björketorp. 
I den gamla kyrkbyn Surteby ligger den medeltida kyrkan Surteby kyrka som var sockenkyrka i Surteby socken. Väster om småorten har ån Surtan sitt meandrande lopp.